# John H. Smithwick

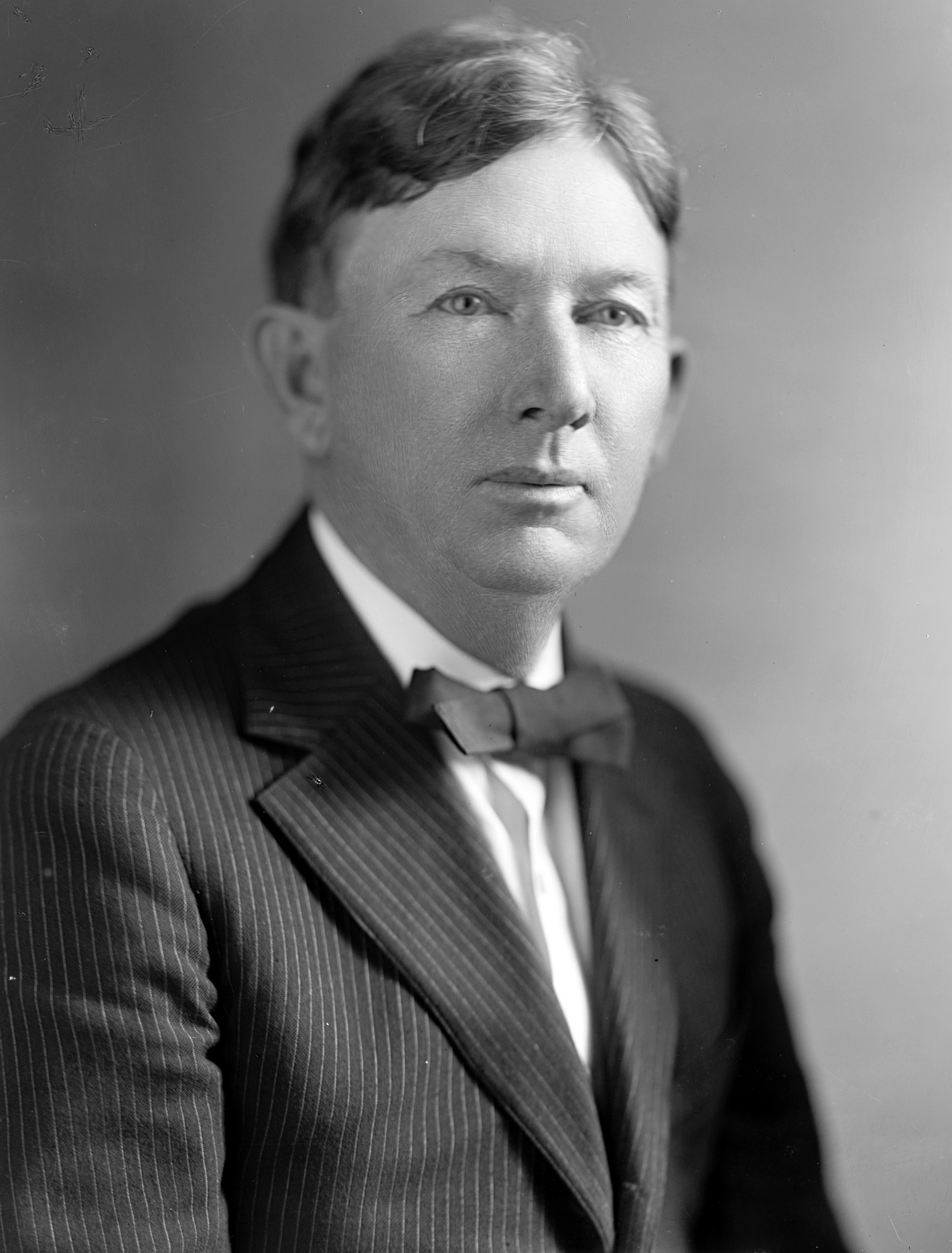
John H. Smithwick

John Harris Smithwick (* 17. Juli 1872 bei Orange, Cherokee County, Georgia; † 2. Dezember 1948 in Moultrie, Georgia) war ein US-amerikanischer Politiker. Zwischen 1919 und 1927 vertrat er den Bundesstaat Florida im US-Repräsentantenhaus.

## Werdegang
John Smithwick besuchte die öffentlichen Schulen seiner Heimat und danach bis 1895 das Reinhardt Normal College in Waleska. Nach einem anschließenden Jurastudium an der Cumberland University in Lebanon (Tennessee) und seiner im Jahr 1898 erfolgten Zulassung als Rechtsanwalt begann er in Moultrie in seinem neuen Beruf zu arbeiten. Im Jahr 1906 verlegte er seinen Wohnsitz und seine Anwaltskanzlei nach Pensacola in Florida.
Politisch war Smithwick Mitglied der Demokratischen Partei. Bei den Kongresswahlen des Jahres 1918 wurde er im dritten Wahlbezirk von Florida in das US-Repräsentantenhaus in Washington, D.C. gewählt, wo er am 4. März 1919 die Nachfolge von Walter Kehoe antrat. Nach drei Wiederwahlen konnte er bis zum 3. März 1927 vier Legislaturperioden im Kongress absolvieren. In dieser Zeit wurden dort der 18. und der 19. Verfassungszusatz verabschiedet.
1926 wurde John Smithwick von seiner Partei nicht mehr zur Wiederwahl nominiert. In der Folge arbeitete er bis 1932 in Fort Myers sowie in der Bundeshauptstadt Washington in der Immobilienbranche; danach zog er sich in den Ruhestand zurück. John Smithwick starb am 2. Dezember 1948 in Moultrie.